# Stazione di Tollo-Canosa Sannita
Stazione di Tollo-Canosa Sannita vasútállomás Olaszországban, Tollo településen.

## Vasútvonalak
Az állomást az alábbi vasútvonalak érintik:
- Ancona–Lecce-vasútvonal

## Kapcsolódó állomások
A vasútállomáshoz az alábbi állomások vannak a legközelebb:
- Stazione di Francavilla al Mare